# Alberto Reina
Alberto Reina Campos (Chiclana de la Frontera, 9 settembre 1997) è un calciatore spagnolo, centrocampista del Real Oviedo.

## Carriera
Reina è cresciuto nel Chiclana Industrial per poi passare al Betis nel 2015. L'anno successivo è passato in prestito all'Alcalá dove ha debuttato il 25 settembre 2016 nell'incontro di Tercera División vinto 3-0 contro il Lebrijana. Ha segnato il suo primo gol il 12 ottobre seguente nella trasferta vinta 3-0 contro il San Roque.
Nel 2017 è passato a titolo definitivo al Ceuta, dove ha trascorso una stagione e mezza in quarta divisione giocando 59 partite e realizzando 4 reti. Il 15 gennaio 2019 è stato acquistato dal Las Palmas, che lo ha assegnato alla propria seconda squadra. Il 10 ottobre 2020 ha fatto ritorno al Ceuta, e nella stagione 2021-2022 è stato uno dei protagonisti della promozione in Primera Federación realizzando 8 reti in 36 partite.
Il 15 giugno 2023 è stato acquistato dal Mirandés con cui ha sottoscritto un biennale. Ha debuttato in Segunda División il 14 agosto nella partita vinta 4-0 contro l'Alcorcón.

## Statistiche
Statistiche aggiornate al 30 dicembre 2024.

### Presenze e reti nei club
| Stagione                   | Squadra                    | Campionato                 | Campionato | Campionato | Coppe nazionali | Coppe nazionali | Coppe nazionali | Coppe continentali | Coppe continentali | Coppe continentali | Altre coppe | Altre coppe | Altre coppe | Totale | Totale | Totale |
| Stagione                   | Squadra                    | Comp                       | Pres       | Reti       | Comp            | Pres            | Reti            | Comp               | Pres               | Reti               | Comp        | Pres        | Reti        | Pres   | Reti   |        |
| -------------------------- | -------------------------- | -------------------------- | ---------- | ---------- | --------------- | --------------- | --------------- | ------------------ | ------------------ | ------------------ | ----------- | ----------- | ----------- | ------ | ------ | ------ |
| 2016-2017                  | Alcalá                     | TD                         | 33         | 1          | CR              | 0               | 0               | -                  | -                  | -                  | -           | -           | -           | 33     | 1      |        |
| 2017-2018                  | Ceuta                      | TD                         | 37         | 1          | CR              | 0               | 0               | -                  | -                  | -                  | -           | -           | -           | 37     | 1      |        |
| 2018-gen. 2019             | Ceuta                      | TD                         | 21         | 3          | CR              | 0               | 0               | -                  | -                  | -                  | CF          | 1           | 0           | 22     | 3      |        |
| gen.-giu. 2019             | Las Palmas Atlético        | SDB                        | 8          | 0          | -               | -               | -               | -                  | -                  | -                  | -           | -           | -           | 8      | 0      |        |
| 2019-2020                  | Las Palmas Atlético        | SDB                        | 23         | 0          | -               | -               | -               | -                  | -                  | -                  | -           | -           | -           | 23     | 0      |        |
| Totale Las Palmas Atlético | Totale Las Palmas Atlético | Totale Las Palmas Atlético | 31         | 0          |                 | -               | -               |                    | -                  | -                  |             | -           | -           | 31     | 0      |        |
| 2020-2021                  | Ceuta                      | TD                         | 26         | 4          | CR              | 0               | 0               | -                  | -                  | -                  | -           | -           | -           | 26     | 4      |        |
| 2021-2022                  | Ceuta                      | SDR                        | 36         | 8          | CR              | 0               | 0               | -                  | -                  | -                  | -           | -           | -           | 36     | 8      |        |
| 2022-2023                  | Ceuta                      | PF                         | 35         | 1          | CR              | 4               | 0               | -                  | -                  | -                  | -           | -           | -           | 39     | 1      |        |
| Totale Ceuta               | Totale Ceuta               | Totale Ceuta               | 155        | 17         |                 | 4               | 0               |                    | -                  | -                  |             | 1           | 0           | 160    | 17     |        |
| 2023-2024                  | Mirandés                   | SD                         | 40         | 1          | CR              | 1               | 0               | -                  | -                  | -                  | -           | -           | -           | 41     | 1      |        |
| 2024-2025                  | Mirandés                   | SD                         | 20         | 3          | CR              | 1               | 0               | -                  | -                  | -                  | -           | -           | -           | 21     | 3      |        |
| Totale Mirandés            | Totale Mirandés            | Totale Mirandés            | 60         | 4          |                 | 2               | 0               |                    | -                  | -                  |             | -           | -           | 62     | 4      |        |
| Totale carriera            | Totale carriera            | Totale carriera            | 209        | 20         |                 | 6               | 0               |                    | -                  | -                  |             | 1           | 0           | 216    | 20     |        |